# Августа фон Зеєфрід ауф Буттенхайм
Августа фон Зеєфрід ауф Буттенхайм (нім. Auguste von Seefried auf Buttenheim), ( 20 червня 1899 —  21 січня 1978) — донька графа Отто фон Зеєфрід ауф Буттенхайм та баварської принцеси Єлизавети, дружина принца Адальберта Баварського, посла Німеччини в Іспанії у 1952—1956 роках.

## Біографія
Августа народилась 20 червня 1899 у Знаймі. Вона була третьою дитиною та третьою донькою в родині графа Отто фон Зеєфрід ауф Буттенхайм та його дружини Єлизавети Баварської. Шлюб батьків був нерівним, тому відносини із баварським двором, де заправляв дід Августи, Луїтпольд, були натягнутими. 
В 1904 році батьку надали графський титул, в 1908 — він успадкував замок Штібар поблизу Ґрестена. До цього часу в сім'ї  з'явилася молодша донька Валерія та син Франц Йозеф.
У віці 19 років Августа пошлюбилася із 33-річним принцом Адальбертом Баварським. Весілля відбулося 12 червня 1919 у Зальцбургу. У подружжя народилося двоє синів. Чоловік, закінчивши Мюнхенський університет, писав книжки на історичну тематику. В 1941 році йому заборонили службу в армії, і до кінця війни родина жила в Замку Гоеншванґау.
У 1952—1956 роках Адальберт виконував обов'язки посла Німеччини в Іспанії. Він помер  29 грудня 1970 у Мюнхені. Августа пішла з життя сім років потому у Відні.

## Родина
Чоловік — Адальберт Баварський
Діти:
- Костянтин (1920—1969) — член ХСС, був двічі одружений, мав трьох дітей від обох шлюбів, загинув в авікатастрофі;
- Александр (1923—2001) — одружений не був, дітей не мав.